# Jordan Alexander

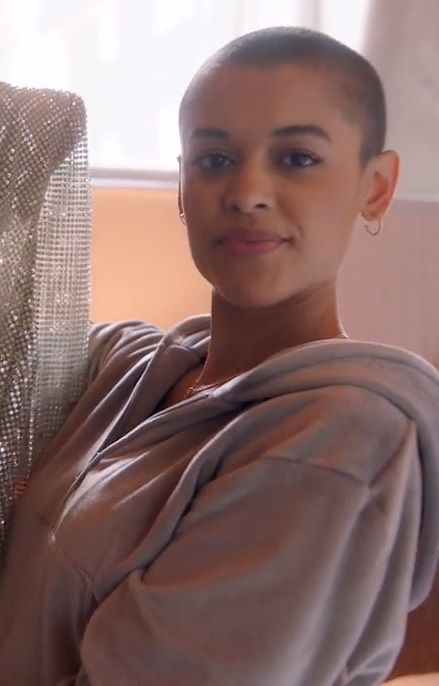
Jordan Alexander nel 2021.

Jordan Alexander (Vancouver, 27 luglio 1993) è un'attrice canadese, nota per il ruolo di Julien Calloway nella serie televisiva Gossip Girl.

## Biografia
Nata a Vancouver, in Columbia Britannica, si è poi spostata a Toronto, in Ontario, all'età di dodici anni; ha origini tedesche, irlandesi, africane e nativo americane. Suo padre è un uomo d'affari, mentre la madre una casalinga. Inoltre, ha una sorella maggiore, Sydney, e una sorella minore.

## Carriera
Nel 2018, firma un contratto per un'agenzia di moda a Toronto. Mentre, nel 2020, ottiene il suo primo ruolo importante nella seconda stagione della serie televisiva Sacred Lies: The Singing Bones.
Nel 2021, viene ingaggiata come protagonista per la serie televisiva di HBO Max Gossip Girl, reboot dell'omonimo show prodotto da The CW: ha ricoperto il ruolo di Julien Calloway nelle prime due stagioni, fino alla cancellazione del progetto, avvenuta nel 2023.
Nel 2022, è diventata ambasciatrice di Savage x Fenty.

## Vita privata
Jordan si è apertamente dichiarata queer. Al momento, risiede a Brooklyn.

## Filmografia

### Cinema
- Tortured, regia di Nolan Lebovitz (2007)
- Please Kill Mr. Know It All, regia di Colin Carter e Sandra Feldman (2012)

### Televisione
- The Latest Buzz – serie TV, episodio 3x23 (2010)
- Rookie Blue – serie TV, episodio 1x12 (2010)
- Unbury the Biscuit – serie TV, 4 episodi (2016)
- Sacred Lies: The Singing Bones – serie TV, 10 episodi (2020)
- Gossip Girl – serie TV, 22 episodi (2021-2023)

## Doppiatrici italiane
Nelle versioni in italiano delle opere in cui ha recitato, Jordan Alexander è stata doppiata da:
- Veronica Puccio[13] in Gossip Girl[14]